# Masashi Kishimoto
Masashi Kishimoto (岸本 斉史 Kishimoto Masashi?) (n. 8 noiembrie 1974, Nagi⁠(d), Prefectura Okayama, Japonia) este un artist manga japonez, cel mai bine cunoscut pentru seria Naruto. Fratele său geamăn mai mic, Seishi Kishimoto, este și el un artist manga, fiind creatorul seriilor 666 Satan și Blazer Drive.

## Lucrări
Prima lucrare ca artist manga a fost Karakuri publicată de Shueisha în 1996. În anul 1999, Naruto a fost serializat în revista Shonen Jump, câștigând premiul lunar Hop Step Award. Naruto încă continuă cu peste 40 de volume, și până la volumul 36 a vândut peste 71 de milioane de copii în Japonia, fiind adaptată și în două serii anime de succes. Seria manga Naruto a devenit una dintre cele mai productive proprietăți ale Viz Media, fiind responsabilă pentru 10% din toate vânzările de manga din anul 2006. Al șaptelea volum lansat de Viz a devenit primul manga căruia i s-a acordat premiul Quill, dar și premiul Best Graphic Novel.

### Manga
- Karakuri (Publicat în Akamaru Jump)
- Naruto Pilot[4] (Publicat în Akamaru Jump)
- Naruto (Publicat în Weekly Shonen Jump)

### Cărți de artă
- UZUMAKI MASASHI KISHIMOTO

### Altele
- First Official Data Book (秘伝・臨の書キャラクターオフィシャルデータBOOK, Hiden: Rin no Sho Character Official Data Book)
- Official Fan Book (秘伝・兵の書オフォシャルファンBOOK, Hiden: Hyō no Sho Official Fan Book)
- Second Official Data Book (秘伝・闘の書キャラクターオフィシャルデータBOOK, Hiden: Tō no Sho Character Official Data Book)
- Second Official Data Book (秘伝・闘の書キャラクターオフィシャルデータBOOK, Hiden: Tō no Sho Character Official Data Book)[5]
- PAINT JUMP: Art of Naruto[6]

## Influențe
Kishimoto îl numește pe Akira Toriyama, creator al faimoasei serii manga Dr. Slump și Dragon Ball, ca unul din cele mai mari influențe. Când a fost întrebat într-un interviu cu Shonen Jump care a fost povestea si personajul său favorit din Dragon Ball, Kishimoto a răspuns că i-a plăcut seria până la venirea lui Freeza și că îl admira pe Kuririn, un personaj cu care se putea compara. Kishimoto a insinuat că filmul de lung metraj Akira i-a influențat semnificativ arta, inclusiv seria manga a lui Katsuhiro Otomo.